# Galacraspia lunifera
Galacraspia lunifera är en fjärilsart som beskrevs av Butler 1878. Galacraspia lunifera ingår i släktet Galacraspia och familjen nattflyn. Inga underarter finns listade i Catalogue of Life.